# Chilvers Coton
Chilvers Coton – dzielnica miasta Nuneaton w Anglii, w hrabstwie Warwickshire, w dystrykcie Nuneaton and Bedworth. Leży 13 km od miasta Coventry. W 1911 roku civil parish liczyła 10 492 mieszkańców. Chilvers Coton jest wspomniana w Domesday Book (1086) jako Celverdestoche.